# G200シリーズ

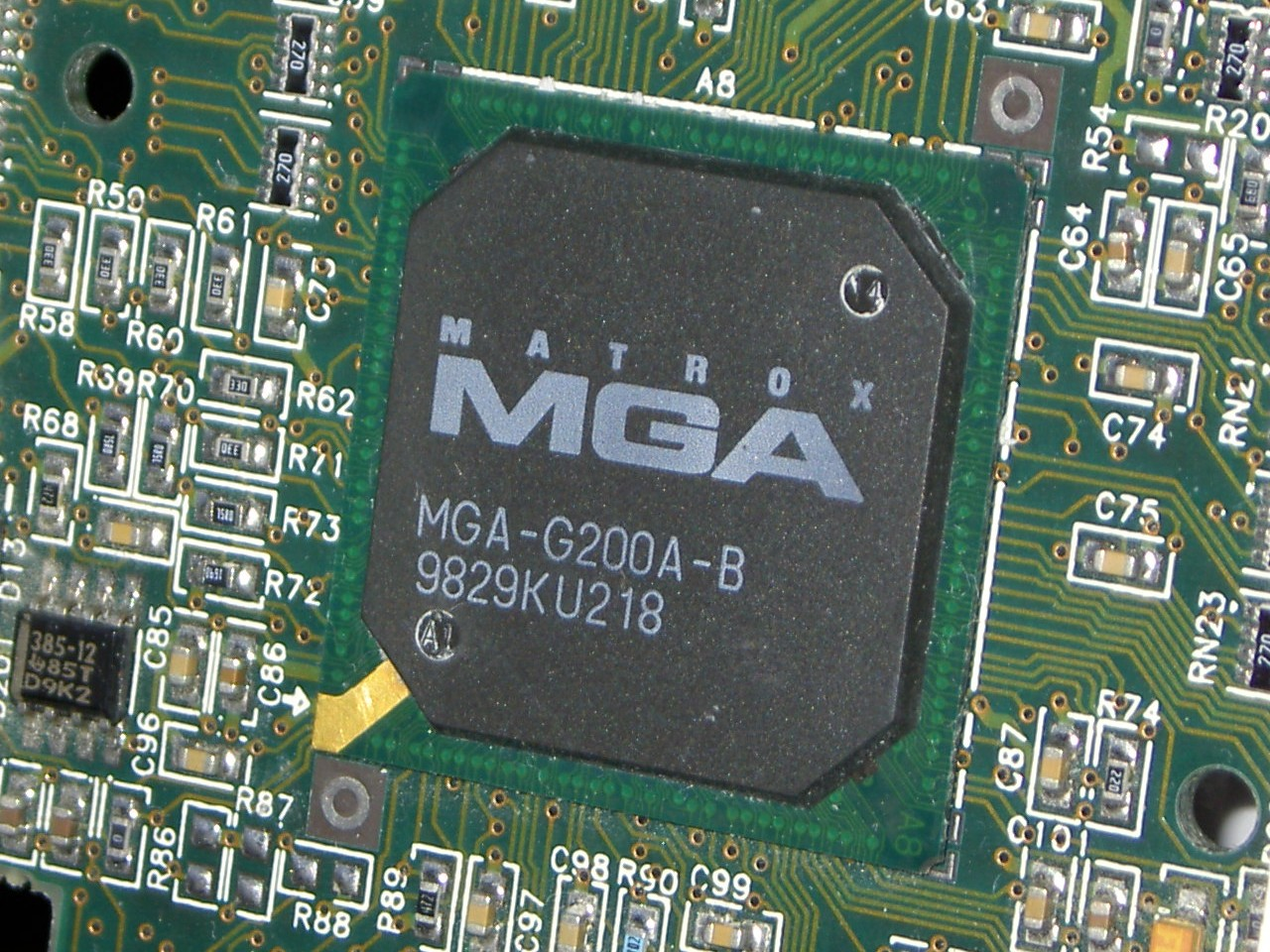
MGA-G200(0.35μm版)

G200は1998年にカナダMatrox社が発表したPC用グラフィックチップ、および同チップを搭載した同名のビデオカードである。また、同製品の廉価版に相当するG100も本項で取り扱う。
MillenniumシリーズでGが冠せられた最初のシリーズであり、その文字は「創世記」のGenesisを意味する。

このシリーズから新たに従来RainbowRunnerの持っていたキャプチャ機能をGPUに加えたMarvelシリーズが登場しており、Marvelは「驚異」を意味する。

またホームユース用として長らく親しまれたMystiqueシリーズはこのG200シリーズが最終となった。[1]

## MGA-G200
MGA-G200はハイエンド向けグラフィックチップとして98年5月に発表された。0.35μmプロセスルールで製造され、250MHzまたは230MHzのRAMDACを1基統合している。上下で独立した64bitのメモリバスを持ち、16MBまでのSGRAMに対応する。インターフェースはAGP 2xまたはPCI。
従来のMillenniumシリーズは2D専用の印象が強かったが、MGA-G200はMillenniumシリーズ用チップとして初めてDirect3Dおよび動画再生機能に本格的に対応しているが、MCなどによる再生支援には対応しない。
VRAMの増強用スロットのほかDVI-I出力コネクタ(G200FlatPanel)やキャプチャカード(RainbowRunnerG)のオプション拡張用コネクタなど、基板に様々なオプションを拡張できる準備がされているのも特徴である。このシリーズからヒートシンクが装備され、VRAM増強用スロットおよび増強モジュールが小型化されている。

### Millennium G200シリーズ

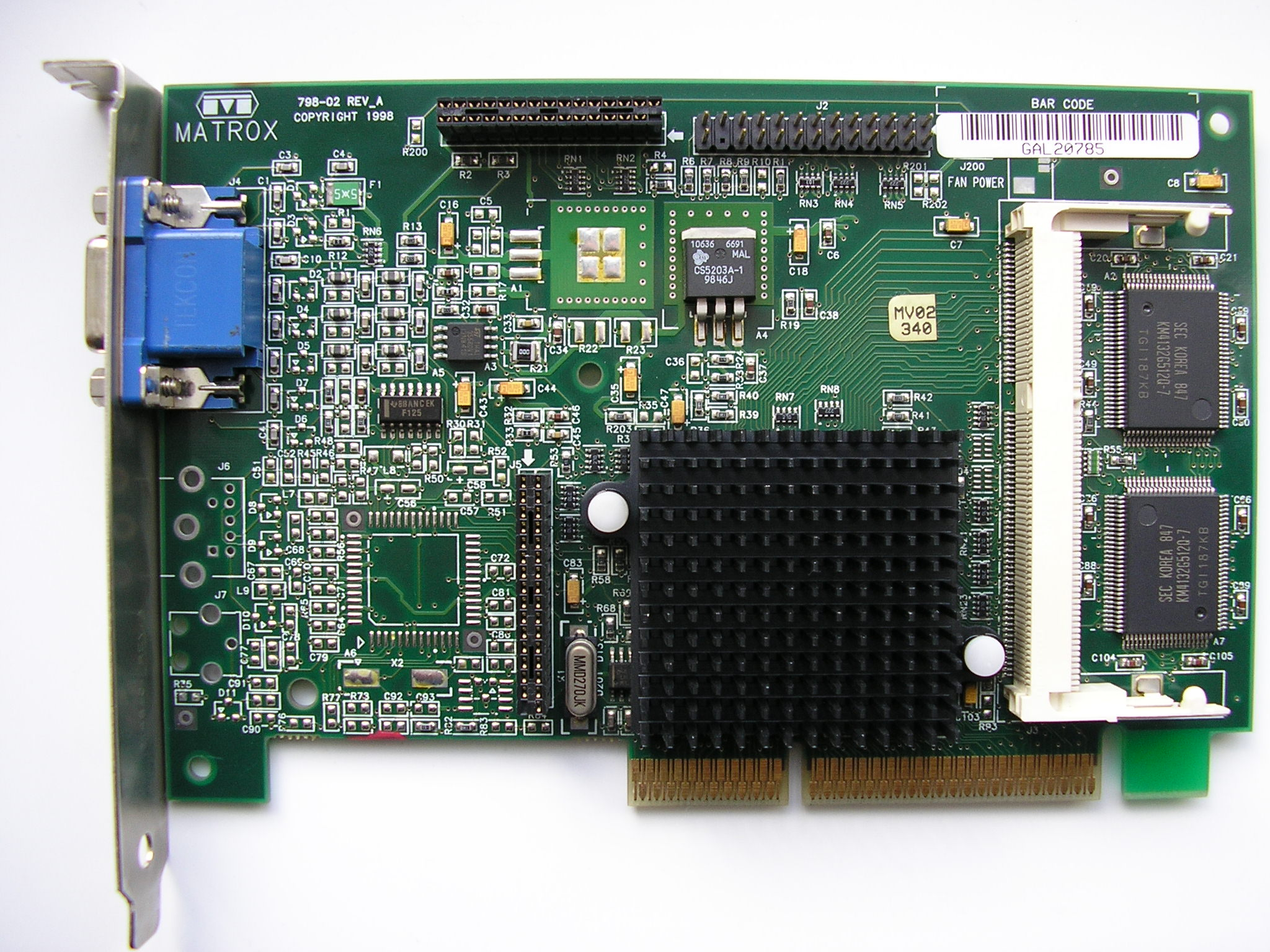
Millennium G200

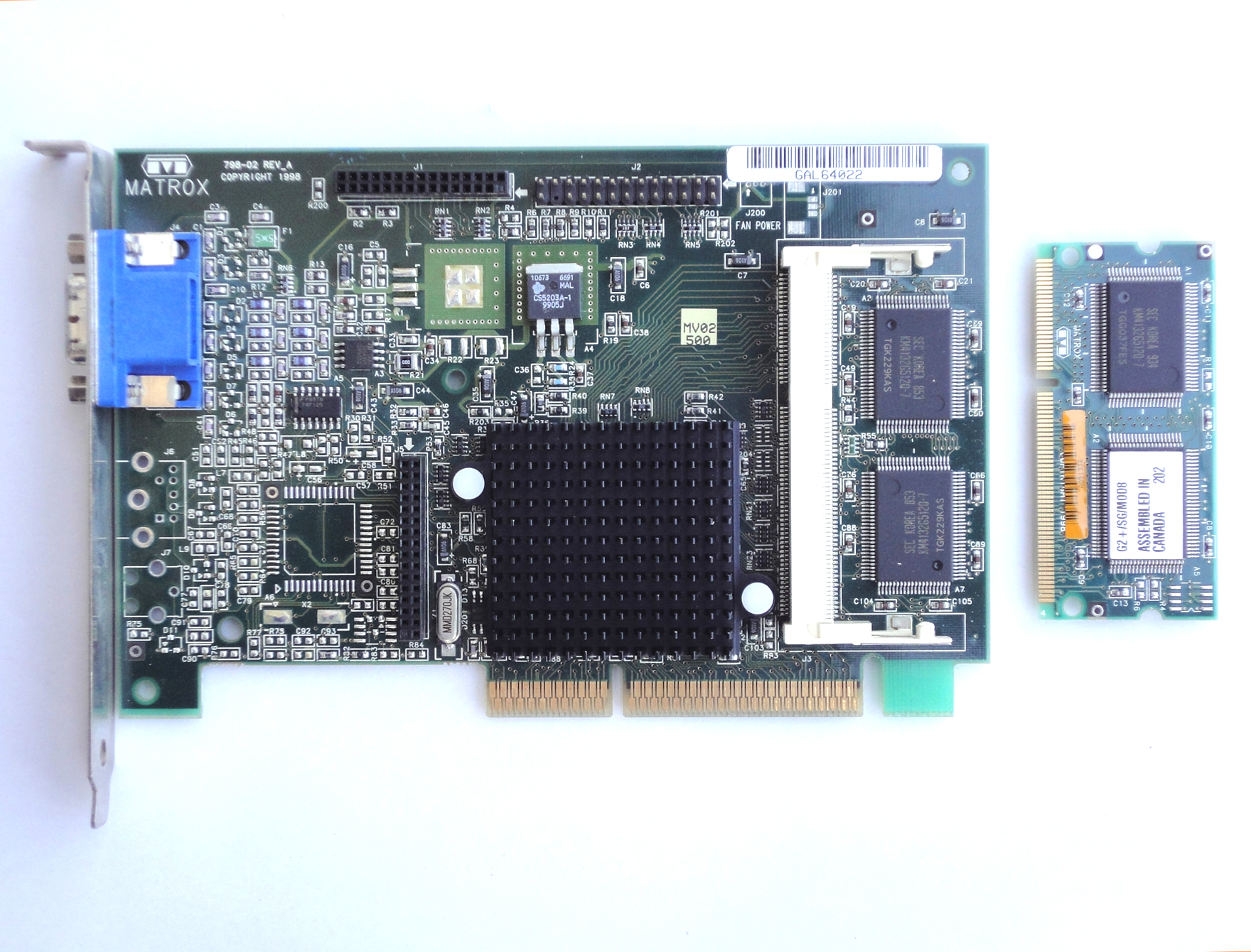
G200 VRAM Add-on Module

Millennium G200 SG
G200シリーズの基本モデル。ビジネス向けと位置づけられ、250MHzのRAMDACを搭載している。インターフェイスはAGP2x。メモリ容量はSGRAMを8MB(オプションで16MBに増強可)。
バリエーションとして、通常の長方形型の基板のものとG400SingleHeadのような階段状の切り欠き形の基板のものとがある。
Millennium G200 SD
SDRAMを採用しヒートシンクを省略した廉価版のG200。インターフェイスはAGP2xまたはPCI。メモリ容量はSDRAMを8MBまたは16MB。ビデオメモリの拡張はできない。
Millennium G200 LE
ビデオメモリのほかRainbowRunnerG・FlatPanelなどすべての拡張用コネクタ・ならびにヒートシンクを省略した最廉価版のG200。インターフェイスはAGP2x。メモリ容量はSDRAMを8MB。
Millennium G250
99年に製造プロセスを0.25μmにシュリンクし、HP向けのOEM専用として発表されたモデル。GPU単体でのリテール販売はされていない(バルク品の流通のみあった模様)。G300と呼ばれることもある。メモリ容量はSDRAMを8MB。
Millennium G200eH
2010年頃から出回っているサーバー向けのG200。オンボードで16MBのVRAMを搭載。

### Mystique G200シリーズ

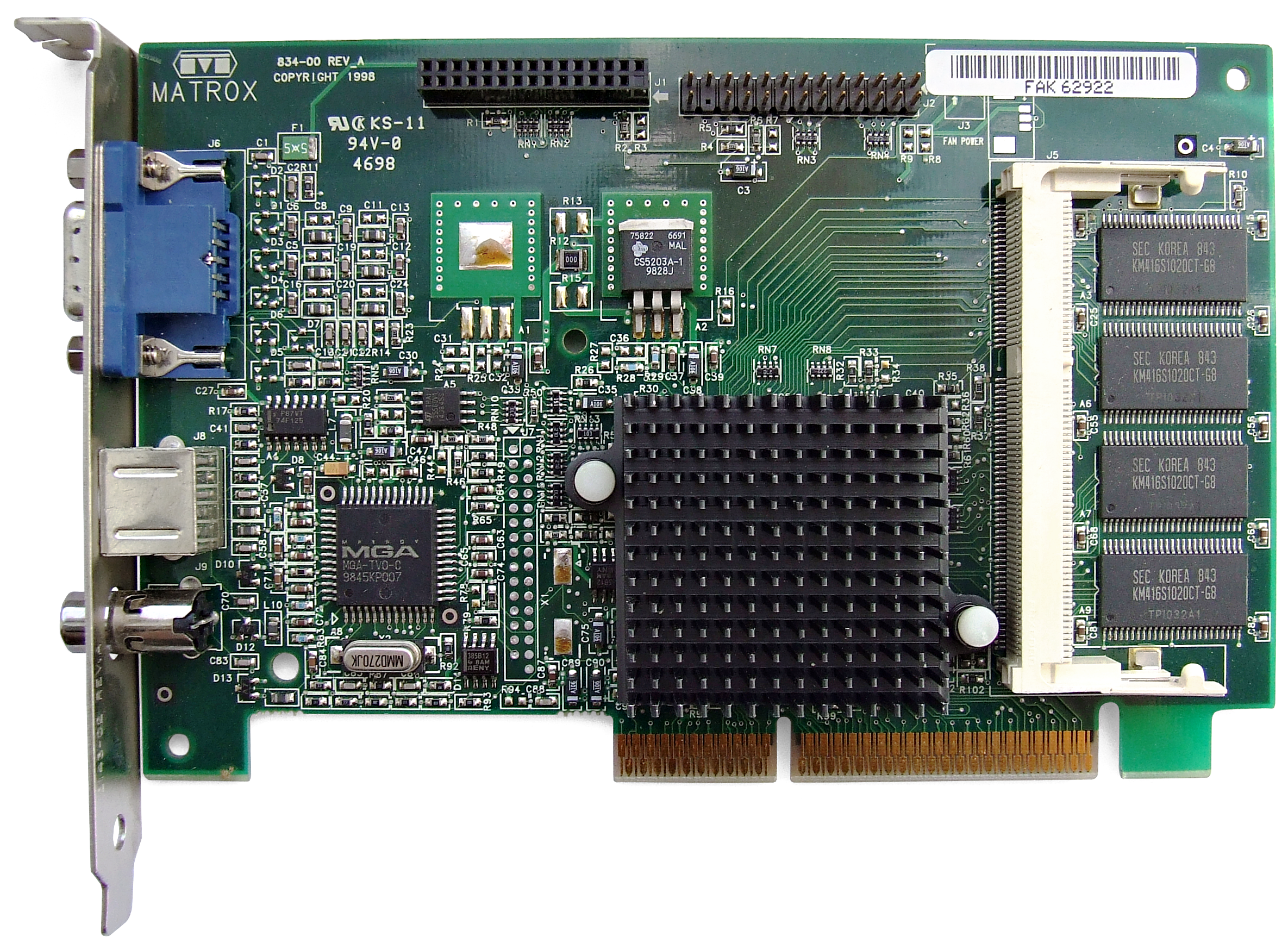
Mystique G200
ホームユース向けと位置づけられ、230MHzのRAMDACを搭載している。TV出力機能を搭載(このためFlatPanel用の拡張コネクタは省略)している。インターフェイスはAGP2x。メモリ容量はSDRAMを8MB。
従来は下位モデルのチップを使用していたMystiqueシリーズがMillenniumシリーズと同チップを使用し、さらにTV出力機能も装備することとなったため、一部では「MillenniumとMystiqueの逆転現象」とも表現された。

### Marvel G200シリーズ
Marvel G200
ビデオ入力機能とハードウェアエンコードによるキャプチャ機能を搭載する。インターフェイスはAGP2xまたはPCI。メモリ容量はSDRAMを8MB。

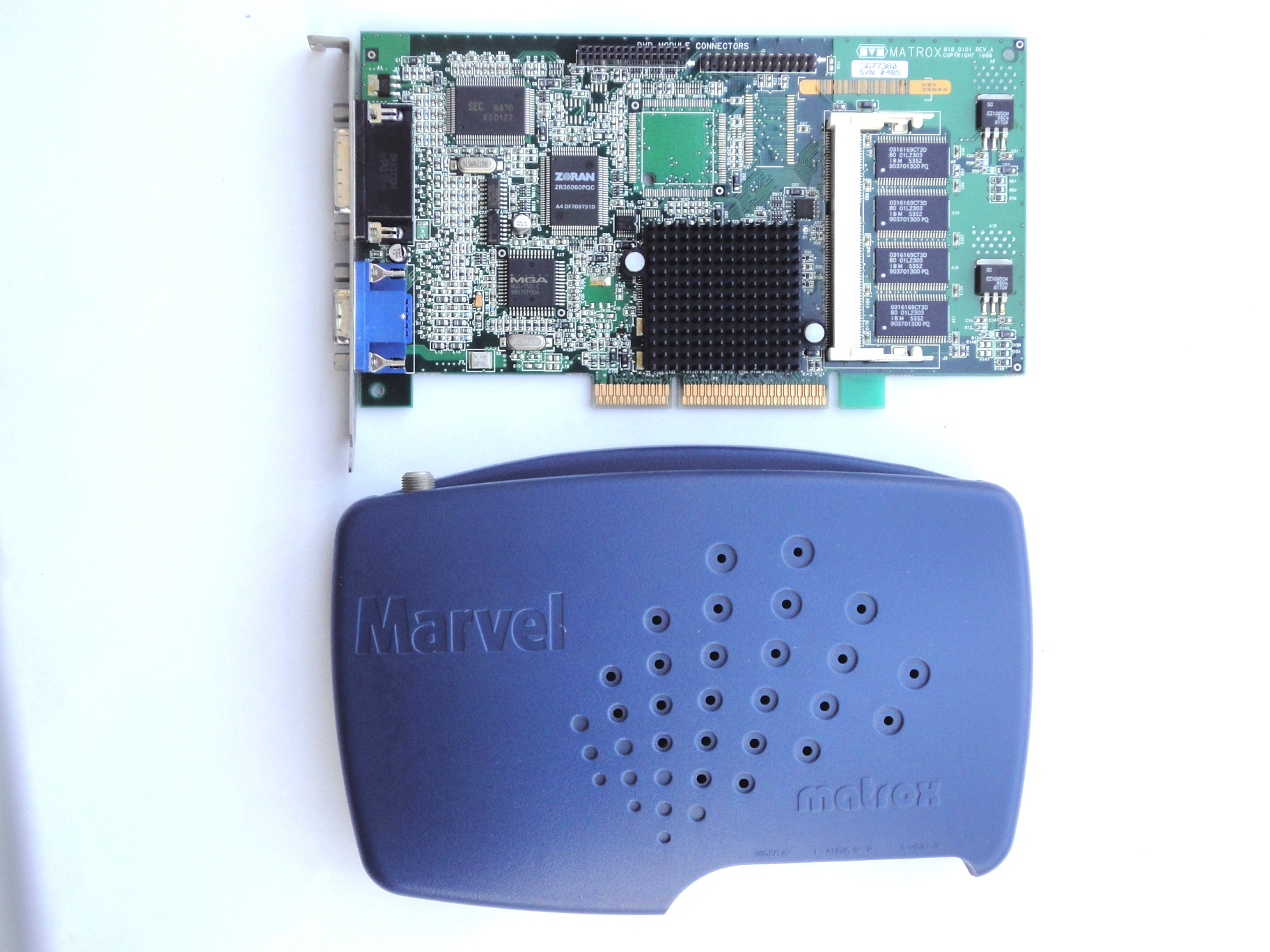
Marvel G200TV
ビデオ入力機能とTVチューナー、さらにハードウェアエンコードによるキャプチャ機能を搭載する。インターフェイスはAGP2xまたはPCI。メモリ容量はSDRAMを8MB。

### Millennium G200 MMSシリーズ
Millennium G200 Dual (G200 DL)
MGA-G200を2つ搭載し、2画面出力を可能にしたモデル。インターフェイスはPCI。メモリ容量はSDRAMを8MB×2。Dsub15×2専用のものとDsub15×2とDVI-I×2の両用版のものとがある。
Millennium G200 Quad (G200 MMS)
MGA-G200を4つ搭載し、4画面出力を可能にした産業向けモデル。インターフェイスはPCI。メモリ容量はSDRAMを8MB×4。Dsub15×2専用のものとDsub15×2とDVI-I×2の両用版のものとがある。
Millennium G200 Quad (G200 MMS) with TV-Tuner
MGA-G200を4つ搭載し、4画面出力を可能にした産業向けモデル。TVチューナー付。インターフェイスはPCI。メモリ容量はSDRAMを8MB×4。Dsub15×2専用のものとDsub15×2とDVI-I×2の両用版のものとがある。

## MGA-G100

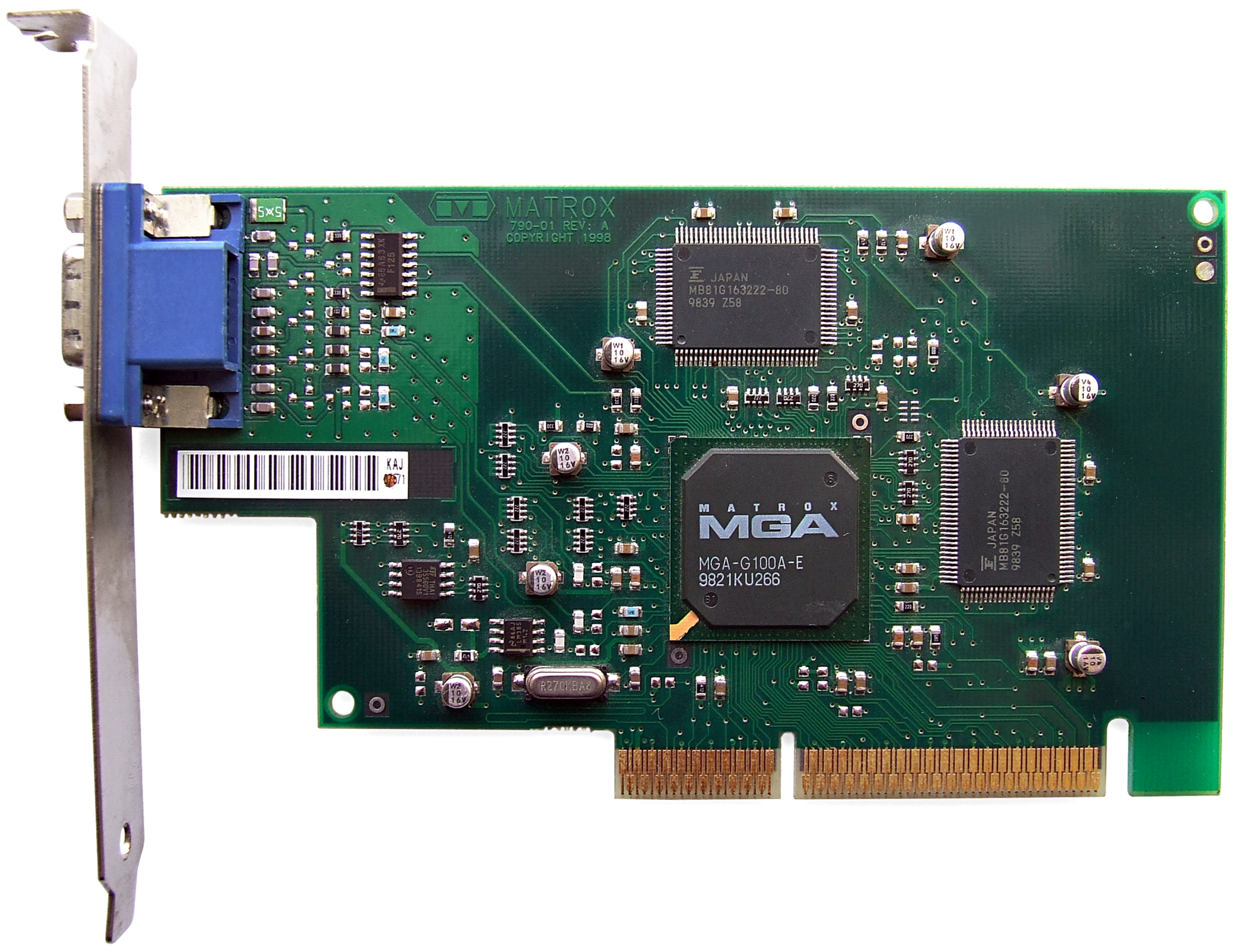
Productiva G100 LE

MGA-G100はエントリー向けグラフィックチップとして98年4月に発表された。0.35μmプロセスルールで製造され、230MHzのRAMDACを1基統合している。上下で独立した64bitのメモリバスを持ち、8MBまでのSGRAMに対応する。インターフェースはAGP 1x。
MGA-G200の廉価版に位置づけられ、ピン互換性がある。
G200に準じDVI-I出力コネクタ(G200FlatPanel)やキャプチャカード(RainbowRunnerG)のオプション拡張用コネクタなど、基板に様々なオプションを拡張できる準備がされているのも特徴である。

### Productiva G100シリーズ

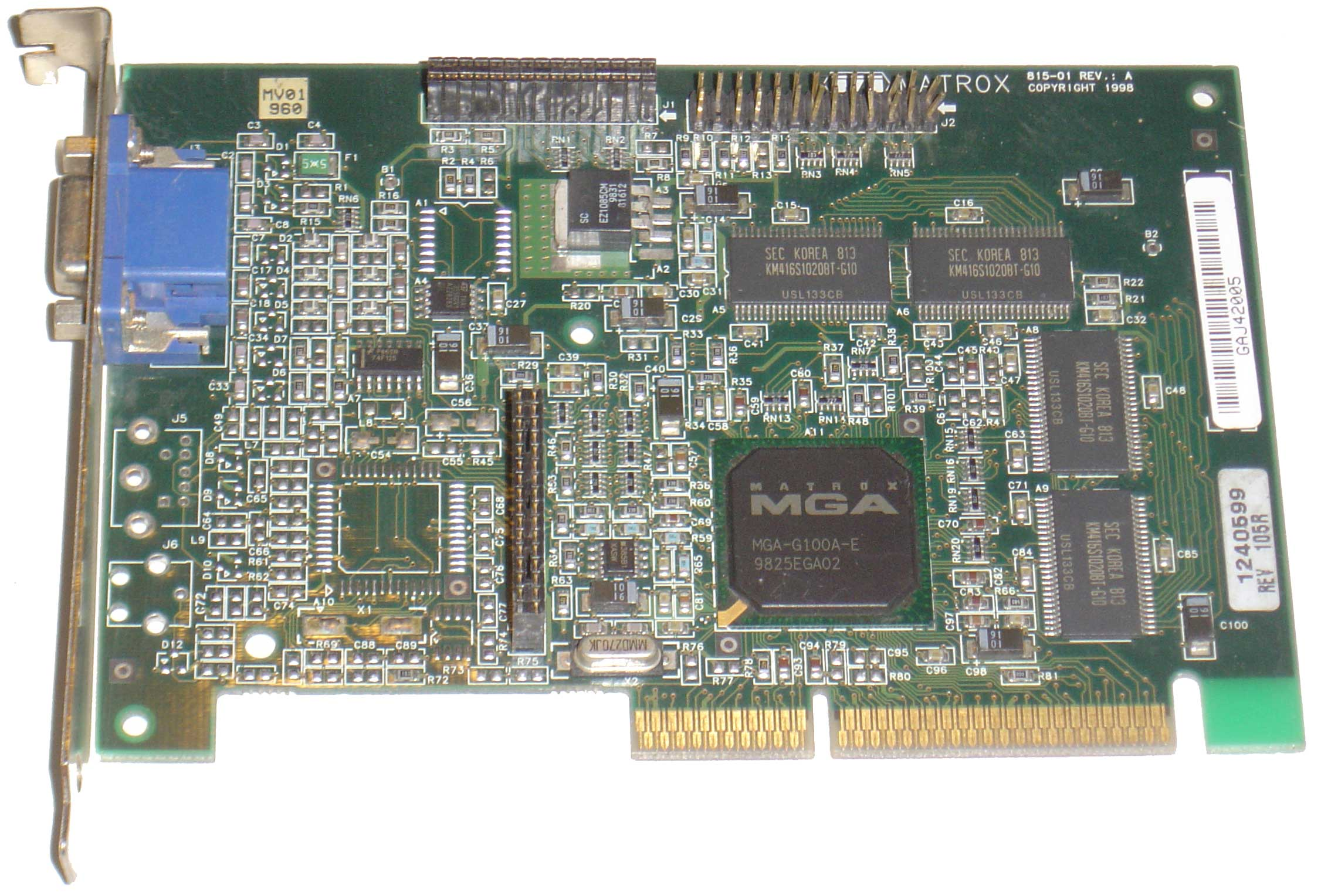
Productiva G100
ビジネス向けと位置づけられ、230MHzのRAMDACを搭載している。インターフェイスはAGP1x。メモリ容量はSDRAMを4MBまたは8MB。
個人用としては3dfxVoodoo2の2D用として利用されることが多かった。
Productiva G100 LE
RainbowRunnerG・FlatPanelなどすべての拡張用コネクタを省略した廉価版のG100。インターフェイスはPCI。メモリ容量はSDRAMを4MBまたは8MB。基板がG400SingleHeadのような階段状の切り欠き形になっている。

### Productiva G100 MMSシリーズ
Productiva G100 Dual (G100 DL)
MGA-G100を2つ搭載し、2画面出力を可能にしたモデル。インターフェイスはPCI。メモリ容量はSDRAMを4MB×2。
Productiva G100 Dual (G100 DL) with TV-Tuner
MGA-G100を2つ搭載し、画面出力を可能にしたモデル。TVチューナー付。インターフェイスはPCI。メモリ容量はSDRAMを4MB×2。
Productiva G100 Quad (G100 MMS)
MGA-G100を4つ搭載し、4画面出力を可能にしたモデル。インターフェイスはPCI。メモリ容量はSDRAMを4MB×4。
Productiva G100 Quad (G100 MMS) with TV-Tuner
MGA-G100を4つ搭載し、4画面出力を可能にしたモデル。TVチューナー付。インターフェイスはPCI。メモリ容量はDRAMを4MB×4。

## 関連製品

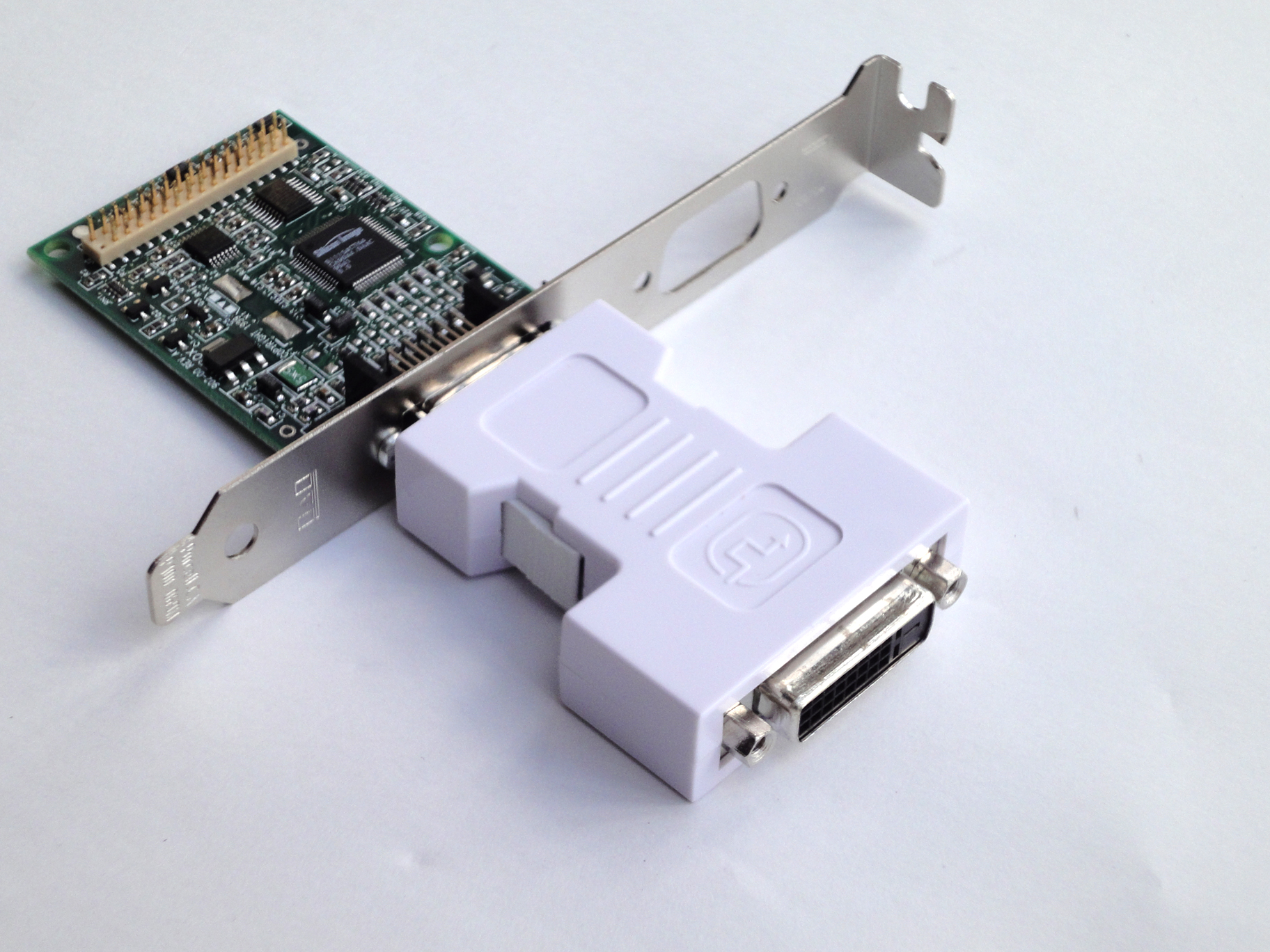
G200 Flat Panel

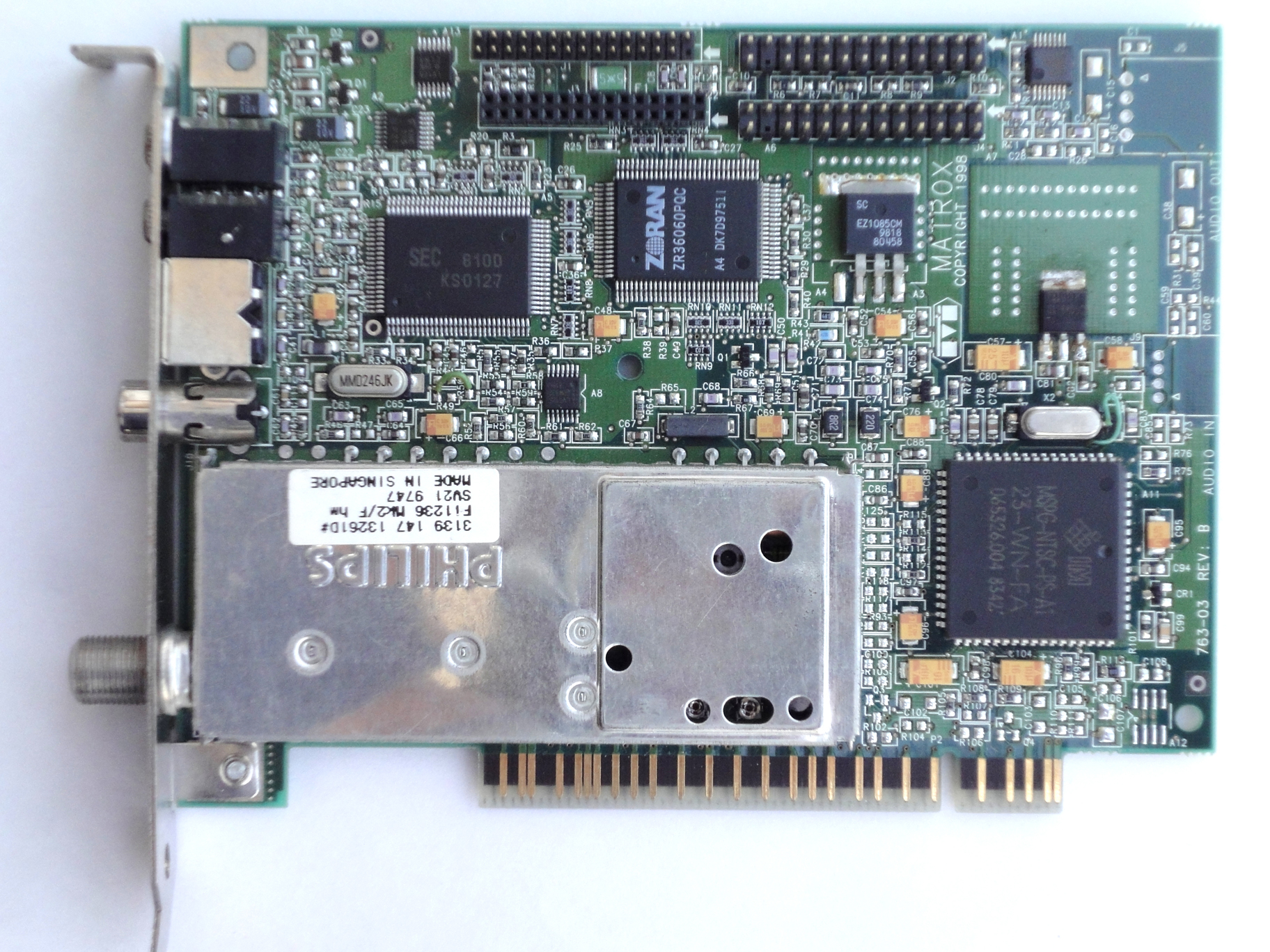
Rainbow Runner G
Millennium-Gシリーズ専用のハードウェアビデオキャプチャ・TVチューナ対応オプションカード(PCI)。Millennium-Gシリーズとケーブルで接続して使用する。Marvel G200TVはG200 8MB版＋Rainbow Runner Gと同等の機能を持ったビデオカード。
Millennium G200 DVD Module
G200G100にDVDデコードをプラスするオプションキット。G200側の接続コネクタ(LE版は備えていないので使用できない)と接続して使用できる。Matroxの直販サイトで販売され、日本国内では発売されなかった。
Millennium G200 TV OUT Module
G200,G100にTV出力をプラスするオプションキット。最大1024×768ドットまでの画面をTVに出力することが可能。
Millennium G200 Flat Panel
G200,G100にDFP出力とDVI出力(付属のDFP-DVI変換アダプタ使用)をプラスするオプションキット。G200側の接続コネクタ(LE版は備えていないので使用できない)と接続して使用できる。Dsub15端子と並列に配置して1スロット(G550のような形となる)として使用する。
Millennium G200 VRAM Add-on Module
G200用の8MBの増設メモリモジュール。G200側の専用スロット(SD版とLE版は備えていないので使用できない)に差し込んでビデオメモリ容量16MBとして使用できる。

## 仕様表
| チップ名 | インター フェース (AGP) | メモリ        | メモリ       | メモリ         | 出力       | 代表製品                                    | 備考                  |
| チップ名 | インター フェース (AGP) | 搭載          | バス幅 (bit) | 最大 容量 (MB) | 出力       | 代表製品                                    | 備考                  |
| -------- | ----------------------- | ------------- | ------------ | -------------- | ---------- | ------------------------------------------- | --------------------- |
| MGA-G200 | 2x                      | SGRAM / SDRAM | 64           | 16             | アナログ×1 | Millennium G200 Mystique G200 Marvel G200TV | PCI版はブリッジで対応 |
| MGA-G100 | 1x                      | SDRAM         | 64           | 8              | アナログ×1 | Productiva G100                             |                       |